# Menedemo il Cinico
Menedemo il Cinico (in greco antico: Μενέδημος ?, Menèdemos; seconda metà del III secolo a.C. – prima metà del II secolo a.C.) è stato un filosofo greco antico.

## Biografia
Inizialmente allievo dell'epicureo Colote di Lampsaco, divenne poi cinico. L'affermazione che Menedemo fosse originariamente un allievo di Colote, d'altra parte, potrebbe essere vera, visto che due papiri di Ercolano mostrano che Menedemo polemizzava con Colote sulle opinioni epicuree riguardanti la poesia.
Diogene Laerzio afferma che andava in giro vestito da Furia, proclamandosi una sorta di spia dell'Ade:
.
Tuttavia, Wilhelm Crönert ha sostenuto che questa storia è in realtà derivata da una delle satire (la Nekyomanteia) di Menippo,  e che si possono trovare parallelismi con questa storia nei dialoghi di Luciano, che sono basati su quelli di Menippo.